# ألبيرتو ليبيرتازي
ألبيرتو ليبيرتازي (بالإيطالية: Alberto Libertazzi)‏ (1 يناير 1992 بتورينو في إيطاليا - ) هو لاعب كرة قدم إيطالي في مركز الهجوم. شارك مع منتخب إيطاليا تحت 19 سنة لكرة القدم. أما مع النوادي، فقد لعب مع نادي أنكونا ونادي برو فيرتشيلي ونادي سيينا ونادي نوفارا ويوفنتوس وسيتا دي بونتيديرا وL'Aquila 1927 ‏.

## وصلات خارجية
- ألبيرتو ليبيرتازي على موقع الاتحاد الأوربي (الإنجليزية)
- ألبيرتو ليبيرتازي على موقع قاعدة بيانات كرة القدم.إي يو (الإنجليزية)
- ألبيرتو ليبيرتازي على موقع Soccerway.com (الإنجليزية)